# モンツァ・エ・ブリアンツァ県

モンツァ・エ・ブリアンツァ県
Provincia di Monza e della Brianza

モンツァ・エ・ブリアンツァ県（モンツァ・エ・ブリアンツァけん、イタリア語: Provincia di Monza e della Brianza）は、イタリア共和国ロンバルディア州に属する県の一つ。県都はモンツァ。
2009年にミラノ県の北部が分割されて発足した、イタリアで最も新しい県の一つである（2012年現在）。

## 地理

### 位置・広がり
ロンバルディア州の西部に位置する県で、県都モンツァは州都ミラノから北北東へ15km、コモから南南東へ29km、ベルガモから南南西へ34kmの距離にある。県名は「モンツァとブリアンツァ」を意味するが、県域はブリアンツァ地方の一部であり、その南部のバッサ・ブリアンツァ（低地ブリアンツァ）にあたる。
隣接する県は以下の通り。
- コモ県 - 北
- レッコ県 - 北東
- ヴァレーゼ県 - 北西
- ミラノ県 - 南

県の面積は405.49km2。これはイタリアでは3番目に小さな県である（トリエステ県、プラート県に次ぐ）。総人口は約85万人。人口密度はナポリ県に次いで2番目に高い。

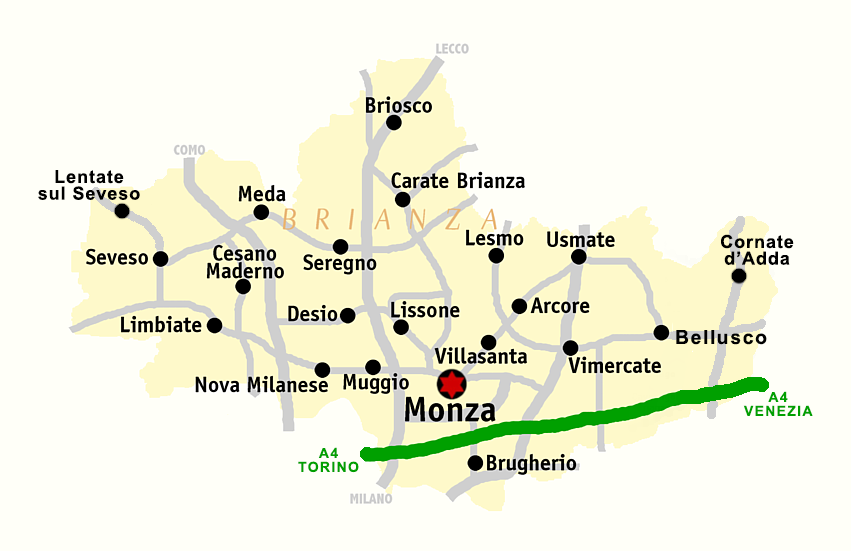
モンツァ・エ・ブリアンツァ県概略図

### 地勢
州域には、西からセーヴェゾ川、ランブロ川、モルゴラ川が流れている。県域の最東端はアッダ川である。

### 県内の地域と主要な都市

県域を5つに分ける地域区分

2001年の国勢調査に基づく居住地区（Località abitata）別人口統計によれば、人口3万人以上の都市は以下の通り。
- モンツァ - 119,911人
- セレーニョ - 38,939人
- デージオ - 35,048人
- チェザーノ・マデルノ - 33,065人
- ブルゲーリオ - 31,375人
- リッソーネ - 30,168人

県域は大きく分けてモンツァ周辺地域とブリアンツァ地方南部（バッサ・ブリアンツァ）からなる。歴史的モンツァ領域 (Territorio Monzese storico) には、モンツァに加えブルゲーリオとヴィッラサンタを含む。セーヴェゾ川が流れるバッサ・ブリアンツァ西部 (Bassa Brianza occidentale) には、セレーニョやチェザーノ・マデルノが含まれる。バッサ・ブリアンツァの中央部を流れるのがランブロ川で、カラーテ・ブリアンツァを中心とするバッサ・ブリアンツァ中北部 (Bassa Brianza centrale nord) 、デージオやリッソーネを含むバッサ・ブリアンツァ中南部 (Bassa Brianza centrale sud) とに区分される。バッサ・ブリアンツァ東部 (Bassa Brianza orientale) の中心都市はヴィメルカーテで、おおむねモルゴラ川の流域である。
- モンツァ
- セレーニョ
- デージオ

## 歴史

### 21世紀: 県の創設
2009年、ミラノ県に属していた189のコムーネのうちの55がモンツァ・エ・ブリアンツァ県として分割され、自治体として発足した。旧ミラノ県（3,707,210人、1,984.39km2、2001年現在）のうち、人口・面積ともに約20%にあたる。
モンツァ・エ・ブリアンツァ県の設置は、2004年5月12日にイタリア議会上院の承認を得た後、6月11日の閣議を経て同日チャンピ大統領が署名し、法律第146号として成立した。そして法律は、6月15日に公布された（法律の原文は外部リンク参照）。この法律に基づき、同年12月に内務大臣は、新たな県の運営機構の整備と県知事および県議会議員選挙を準備するための責任者としてルイジ・ピスコポ (Luigi Piscopo) を任命した。第1回の県知事・県議会議員選挙は、2009年春に実施され県知事はダーリオ・アッレーヴィとなっている。カポナーゴ、コルナーテ・ダッダ、ブズナーゴ、レンターテ・スル・セーヴェゾ、ロンチェッロは2009年にミラノ県からモンツァ・エ・ブリアンツァ県に移された。

## 行政区画

### コムーネ
モンツァ・エ・ブリアンツァ県には55のコムーネが属する。主要なコムーネ（人口2万人以上）は下表の通り。左端の数字はISTATコードを示す。人口は2012年1月1日現在 。
| コード | 自治体名             | 人口    |
| ------ | -------------------- | ------- |
| 108033 | モンツァ             | 123,151 |
| 108028 | リッソーネ           | 44,334  |
| 108039 | セレーニョ           | 44,212  |
| 108023 | デージオ             | 41,530  |
| 108019 | チェザーノ・マデルノ | 38,027  |
| 108027 | リンビアーテ         | 35,417  |
| 108012 | ブルゲーリオ         | 34,056  |
| 108050 | ヴィメルカーテ       | 25,761  |
| 108024 | ジュッサーノ         | 25,199  |
| 108030 | メーダ               | 23,493  |
| 108034 | ムッジョ             | 23,457  |
| 108035 | ノーヴァ・ミラネーゼ | 23,385  |
| 108040 | セーヴェゾ           | 23,240  |

## 交通

### 道路

ミラノ北郊の道路網

イタリア北部を東西に結ぶA4と、ミラノ近郊路線であるA51,A52が接続されている。
高速道路
- A4  (it:Autostrada A4 (Italia))
- A51  (it:Autostrada A51)
- A52  (it:Autostrada A52)

### 鉄道

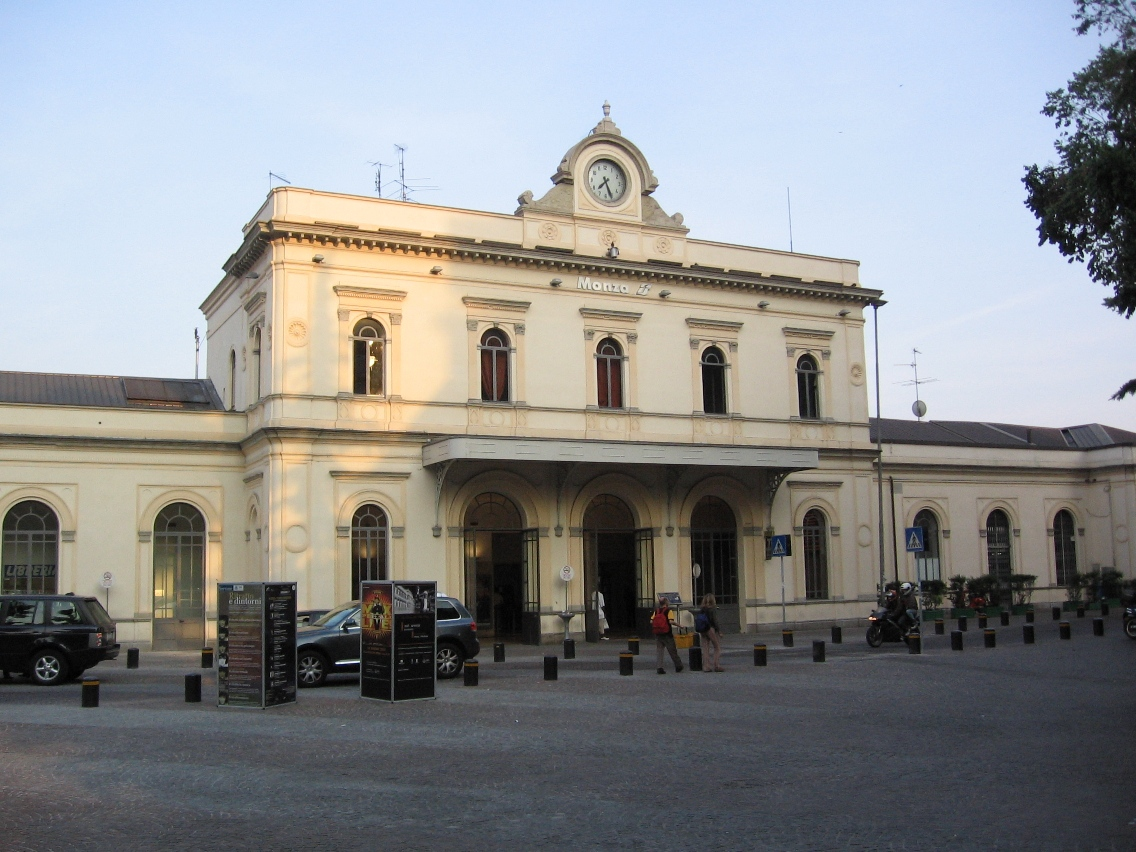
モンツァ中央駅

ミラノ近郊鉄道の路線図

ミラノとモンツァとを結ぶ鉄道路線（ミラノ＝モンツァ鉄道、現在のミラノ＝キアッソ線の一部）は、1840年に開業した北イタリアで最も古い路線の一つである。フェッロヴィーエ・デッロ・スタート（旧イタリア国鉄, FS）と北ミラノ鉄道（FNM）が主要な鉄道会社である。主要鉄道路線としては以下がある。
- RFI（FS子会社）所有
  - ミラノ＝キアッソ線 (it:Ferrovia Milano-Chiasso) 
  - モンツァ＝モルテーノ＝レッコ線 (it:Ferrovia Monza-Molteno-Lecco) 
  - レッコ＝ミラノ線 (it:Ferrovia Lecco-Milano) 
  - セレーニョ＝ベルガモ線 (it:Ferrovia Seregno-Bergamo)
- 北ミラノ鉄道
  - ミラノ＝アッソ線 (it:Ferrovia Milano-Asso) 
  - ノヴァーラ＝セレーニョ線 (it:Ferrovia Novara-Seregno)

列車の運行はトレノルド（FS子会社トレニタリアとFNMの共同出資）やフェッロヴィエノルド（FNMのグループ企業）などの運行会社によって担われている。一部はミラノ近郊鉄道として運用されている。
- S2線 : 〔マリアーノ・コメンセ〕 - チェザーノ・マデルノ - 〔ミラノ〕
- S4線 : レンターテ - チェザーノ・マデルノ - 〔ミラノ〕
- S8線 : 〔レッコ〕 - モンツァ - 〔ミラノ〕
- S9線 : 〔サロンノ〕 - セレーニョ - モンツァ - 〔ミラノ - アルバイラーテ〕
- S11線  : 〔キアッソ〕 - レンターテ - チェザーノ・マデルノ - セレーニョ - モンツァ - 〔ミラノ〕

## 人物
県域出身者としては以下がいる。

### 著名な出身者
- アルベルト・ダ・ジュッサーノ - 12世紀のコンドッティエーレ（傭兵隊長）。ジュッサーノ生まれ。
- ジャン・ジャコモ・カプロッティ（アンドレア・サライ） - ルネサンス期の画家、レオナルド・ダ・ヴィンチの弟子。ヴィメルカーテ生まれ。
- ピウス11世 - 20世紀前期のローマ教皇（第259代）。デージオ生まれ。